# نادیه فارس
نادیه فارِس (انگلیسی: Nadia Farès؛ زادهٔ ۲۰ دسامبر ۱۹۶۸) بازیگر زن مراکشی‌تبار اهل فرانسه است.
از فیلم‌ها یا برنامه‌های تلویزیونی که وی در آن نقش داشته‌است می‌توان به رودخانه‌های سرخ، لانه و روز شانس اشاره کرد.